# 淵上真如
淵上 真如（ふちがみ まゆ、1989年9月23日 - ）は、日本の女優。大阪府出身。関西芸術座所属。旧芸名はふちがみまゆ。

## 経歴
2015年、本名の淵上真如名義で関西芸術座入団。
2021年、読みにくさや書きにくさを感じ、親しみやすいひらがな表記のふちがみまゆへと芸名を変更。
2023年6月21日、一般男性と結婚。
2023年12月、ひらがなの芸名だと画数が悪いという理由で淵上真如の芸名に戻した。

## 出演

### テレビドラマ
- 連続テレビ小説（NHK）
  - 「べっぴんさん」（2017年）[6]
  - 「まんぷく」 第116話・第119話（2018年） - 柴田栄子（声・第116話）[注釈 1] 役/奥野好恵（第119話）[注釈 2] 役[7]
  - 「おちょやん」（2021年） - 熱子（永井美子） 役[8][9]
- 大阪環状線 ひと駅ごとの愛物語 -Part4- ひと駅ごとのスマイル （2018年12月22日、関西テレビ） - 結婚式の参列者 役[10][11]
- 猪又進と8人の喪女〜私の初めてもらってください〜 第2話（2019年11月1日、関西テレビ） - 店員 役[12]
- 連続ドラマW「大江戸グレートジャーニー 〜ザ・お伊勢参り〜」 第1話（2020年6月6日、WOWOW）[13]
- あなたのブツが、ここに 第9話（2022年9月5日、NHK） - 病院の職員 役[14]

### 映画
- 後妻業の女（2016年 監督：鶴橋康夫）[15][16]
- のみとり侍（2018年 監督：鶴橋康夫）[15][17]

### 舞台
- 「遥かなる甲子園」（2015年8月26日 - 8月28日）[18]
- 「しあわせの王子～The Happy Prince～」（2016年12月2日 - 12月4日） - ゴミ17・召使い・町の母親・お菓子の精お付き・老婆 役[19]
- 「トミーの夕陽」（2018年9月7日 - 9月9日）- 保育園の園長 役[20]
- 「大阪城の虎」（2019年7月26日 - 7月28日）- 加藤の兵卒 役[21]
- 「ベルナルダ・アルバの家～スペインの田舎における女たちのドラマ〜」（2020年1月17日 - 1月19日）- 喪服の女 役[22]
- 「乱歩の世界〜想像へ向かう創造 想像のための創造〜」（2023年1月21日）[23]
- 「キセツノナイマチ」（2023年3月24日 - 3月26日）
- 「斉藤龍吉 七十四歳」（2023年6月22日 - 6月25日）
- 「断定はウソをつく」（2023年11月3日 - 11月5日）- ハル 役
- 「ねこはしる」（2023年12月15日 - 12月17 日）